# Li Wing Kay
Mestre Li Wing Kay(李榮基), natural de Hong Kong, reside no Brasil desde 1970, começou a praticar kung fu aos sete anos de idade. Foi discípulo do já falecido Lau Fat Moun, Grão-Mestre do estilo garra de águia, que marcou a história das artes marciais chinesas sendo conhecido e respeitado por seu povo. Além deste estilo, Mestre Li também é um profundo conhecedor de outros estilos, entre eles: hung gar, wing chun, louva-a-deus, tai chi chuan e shuai chiao, além de Wu Shu, Judô, Karatê, Taekwondo, Tang Soo Do e Muay Thai.
No estilo Shuai Chiao, Mestre Li Wing Kay foi discípulo do Grão Mestre Liu Fei, famoso wrestler chinês.

## História
Mestre Li cursou seus estudos em Hong Kong, onde graduou-se em técnicas desportivas com especialização em artes marciais. Ministrou aulas em diversos lugares, entre eles na Academia Militar de Hong Kong e no Clube da Universidade de Hong Kong nos finais da década de 1960.
Chegou ao Brasil em 1970, no que deveria ser apenas uma visita aos pais, que tinham uma fábrica de mineração no país. Mas o chinês resolveu fixar residência no país tropical depois de 6 meses em São Francisco, nos Estados Unidos, pois, segundo ele próprio, no Brasil havia "calor humano, respeito e oportunidades às etnias".
Formou-se em publicidade em 1973. Ministrou vários cursos de defesa pessoal em locais como o 16° Batalhão da Polícia Militar de São Paulo, a Academia Militar do Barro Branco e a Escola de Educação Física da Polícia Militar.
Além de idealizador e realizador do 1º Campeonato Brasileiro de Kung Fu em Ribeirão Preto em 1980 participou da fundação das federações de estados como São Paulo e Minas Gerais. Representou o Brasil na fundação da Federação Internacional de Wu Shu (kung fu) em 1990 na China.
Formou-se como Arbitro Internacional de Wu Shu em 1987 em Hang Zhou, na China; como Técnico Internacional de Wu Shu em 1989, em Macau e como Árbitro Internacional de Koushu em 1992, em Taiwan.